# Сан Ђовани ин Марињано
Сан Ђовани ин Марињано (итал. San Giovanni in Marignano) је насеље у Италији у округу Римини, региону Емилија-Ромања.
Према процени из 2011. у насељу је живело 5409 становника. Насеље се налази на надморској висини од 31 м.

## Становништво
Према резултатима пописа становништва 2011. у општини је живело 8.973 становника.
| 1931. | 1936. | 1951. | 1961. | 1971. | 1981. | 1991. | 2001. | 2011. |
| ----- | ----- | ----- | ----- | ----- | ----- | ----- | ----- | ----- |
| 4.851 | 4.526 | 4.806 | 4.856 | 5.509 | 6.564 | 7.208 | 7.822 | 8.973 |